# 하쓰쿠라촌
하쓰쿠라촌(初倉村)은 시즈오카현 하이바라군에 속해있던 촌이다. 현재의 시마다시 남부에 해당한다.

## 역사
- 1889년 4월 1일 - 정촌제 시행에 의해 하이바라군 하쓰쿠라촌이 성립하였다.
- 1961년 6월 1일 - 시마다시에 편입해, 동일 하쓰쿠라촌은 폐지되었다.

## 참고문헌
- 地名情報資料室 編 ; 楠原佑介 責任編集. 編『市町村名変遷辞典』（第一版）、1990年9月。ISBN 978-4490102802。全国書誌番号:91026188。